# 와카미야정
와카미야정(若宮町)은 후쿠오카현 구라테군에 있던 정이다.  2006년 2월 11일에 구라테 군 미야타 정과 합병해 미야와카 시가 성립해 소멸하였다.
자연이 아름다운 마을로 무나가타 지방에서도 특히 유수의 과일 수확고가 높은 지역이기도 하다. 종상시의 교외에 위치하기도 하여 고대보다 무나카타시와의 연결이 매우 깊다.

## 지리
마을 북동부의 중심 시가지를 제외하고 대부분이 산지이다.마을 중앙부에는 와키타 온천이 있어 온천가가 형성되어 있다.

## 역사
- 1889년 4월 1일 - 정촌제 시행에 수반해 와카미야촌이 성립하였다.
- 1943년 2월 11일 - 정으로 승격해 와카미야정이 되었다.
- 1951년 4월 1일 - 와카미야정, 나카촌, 야마구치촌이 대등합병해, 새로운 와카미야정이 되었다.
- 1955년 3월 31일 - 요시카와촌, 가사마쓰촌의 일부를 합병해 새로운 와카미야정이 되었다.
- 2006년 2월 11일 - 미야타정과 합병해 미야와카시가 탄생하였다, 자치체로서의 와카미야정은 소멸하였다.

## 교통

### 도로
- 규슈 자동차도

### 버스
- JR 규슈 버스